# نيل أندرسون سكوت
نيل أندرسون سكوت (بالإنجليزية: Neal Anderson Scott)‏ هو ضابط أمريكي، ولد في 21 مايو 1919 في مونتغومري في الولايات المتحدة، وتوفي في 26 أكتوبر 1942 في جزر سانتا كروز في جزر سليمان.